# Roger de Pont L'Évêque
Roger de Pont L'Évêque, appelé Robert of Bishop's Bridge en Angleterre fut archevêque d'York. Né en Normandie à Pont l'Évêque aux alentours de 1115, il précéda Thomas Becket (canonisé en 1173) comme archidiacre de Cantorbéry et ils furent tous deux au service de Thibaut du Bec, archevêque de Cantorbéry. Lorsque Roger était au service de Théobald, selon certaines allégations il aurait commis un crime que Becket aurait aidé à couvrir. Roger succéda à Guillaume FitzHerbert comme archevêque d'York en 1154 ; à ce poste, il reconstruisit la cathédrale d'York, qui avait été endommagée par un feu.
En 1170, le roi Henri II d'Angleterre demanda à Roger de présider au couronnement de son fils, Henri le Jeune. Cette tâche aurait normalement dû incomber à l'archevêque de Cantorbéry, qui était alors Thomas Becket. C'est pour cette raison que Roger fut impliqué dans le conflit entre Becket et le roi, et fut excommunié par Becket vers la fin des années 1170 ; certains ont vu dans cette excommunication une des raisons de la colère du roi, conduisant au martyre de Becket. Roger fut suspendu de ses fonctions par le pape pour son rôle supposé dans la mort de Becket, puis fut restauré à la fin de l'année 1171. Il décéda le 26 novembre 1171 et fut enterré à la cathédrale de Durham. La chaire qu'il occupait à York resta vacante jusqu'en 1189.